# Rudpussen
Rudpussen är en sjö i Hedemora kommun i Dalarna och ingår i Dalälvens huvudavrinningsområde.